# 波尔多都会公共交通
波尔多都会公共交通（法語：Transports de Bordeaux Métropole）是法国西南部城市波尔多（法語：Bordeaux）的城市公共交通系统，其法语商业名称为。

## 历史

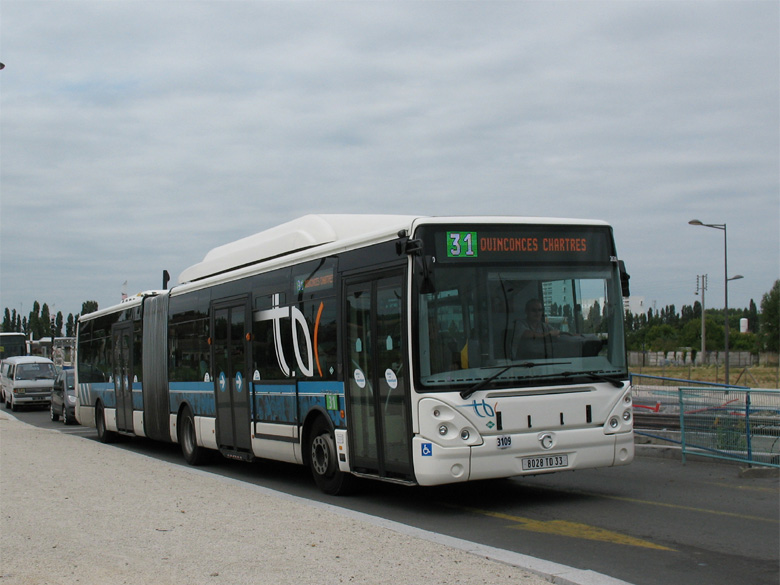
早期波尔多公交31路

波尔多的公共交通概念出现于19世纪初，一些马车夫开始在固定的线路上运营，形成了早期的公共交通线路。19世纪末，波尔多老式有轨电车为当地唯一的城市公共交通工具。1958年，有轨电车被公共汽车代替。2003年，现代波尔多有轨电车投入运行，成为法国西南部首个开行现代有轨电车的城市。2004年，“波尔多都会公共交通”正式成为线网的商业名称，早期名称为“TBC”，意为“波尔多城市公共社区的公交和有轨电车”（Tram et bus de CuB）；2016年，随着波尔多城市公共社区升级为都会区，TBC也更名为TBM，其中“M”代表“都会”（Métropole）。

## 组织

### 运营
波尔多都会公共交通由波尔多都会区负责管理，凯奥雷斯-波尔多都会提供人员配置并运营。

### 财政
波尔多都会公共交通的财政管理由波尔多都会区自身负责，其财政来源包括3部分：
- 地方财政支出，由波尔多都会区负责。
- 交通财政转移（Versement du transport），其财政来源为企业财政征收（Prélèvement）。2018年，波尔多地区的交通财政转移征税率为2%[5]。
- 商业收入，即车票等。

波尔多都会公共交通系统尚未获得国家直接补助。

## 设施
截止2020年2月，波尔多都会公共交通系统共有4条有轨电车线路和17条普通线路、另有多条校车、专车或定制线路。

## 线路网
波尔多都会公共交通的线路网覆盖了波尔多都会区内的所有市镇。

## 票价
波尔多都会公共交通的车票系统包括两大类型：单次车票和公交卡。

### 单次车票
波尔多都会公共交通的单次车票为不记名的一次性纸质车票，在售票处或公交车司机处购买，单次卡价格为1.7欧元，在插卡后一小时内可无限次换乘。

### 公交卡
波尔多的公交卡包含多种类型，包括公共卡（所有人均可办理和使用）、学生卡、老年卡等，办理时需实名登记并出示相关证件。普通的公交卡可在指定的时间段内无限次乘坐波尔多都会公共交通下属的所有线路。

## 图集

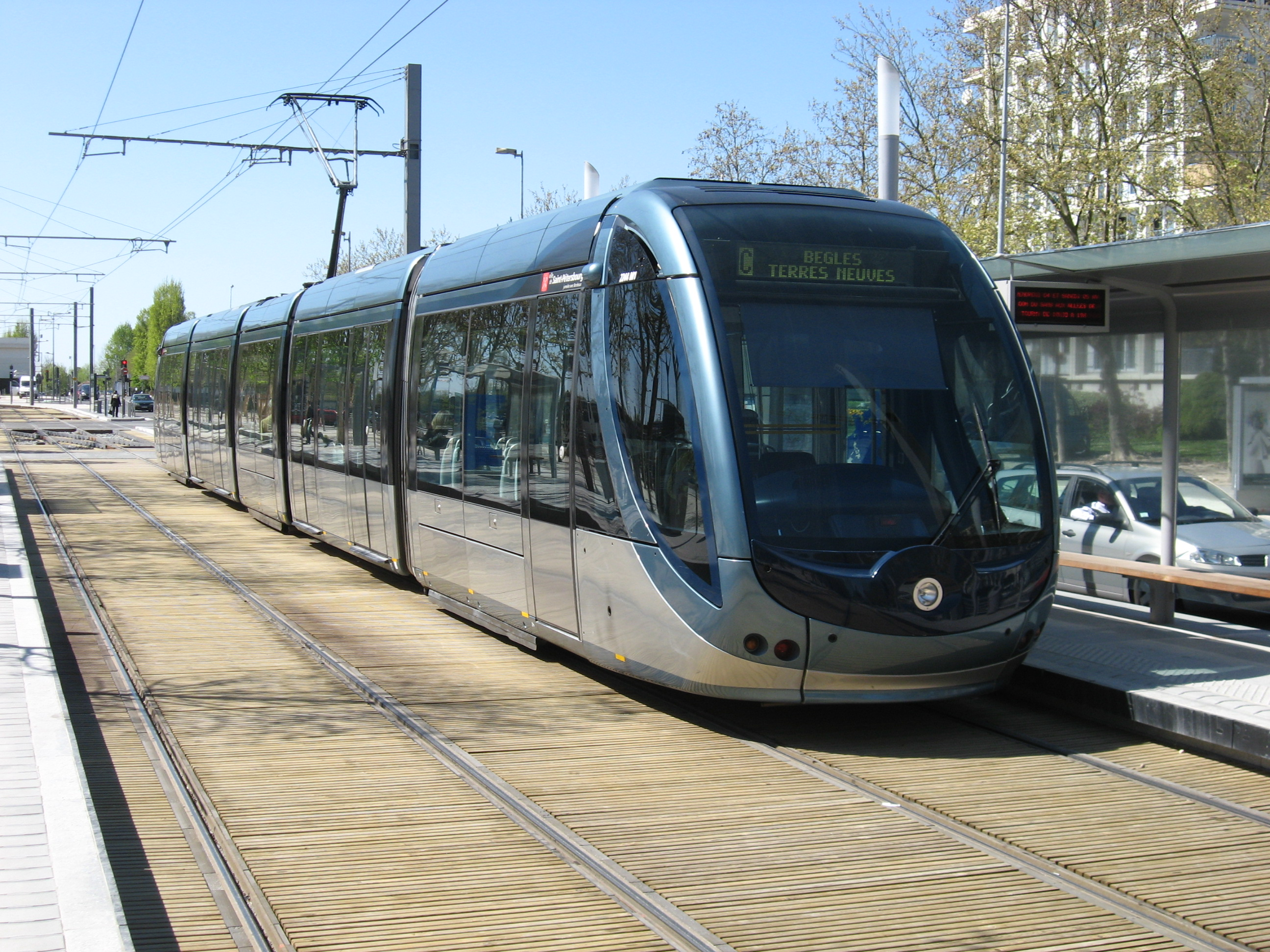
波尔多有轨电车C线
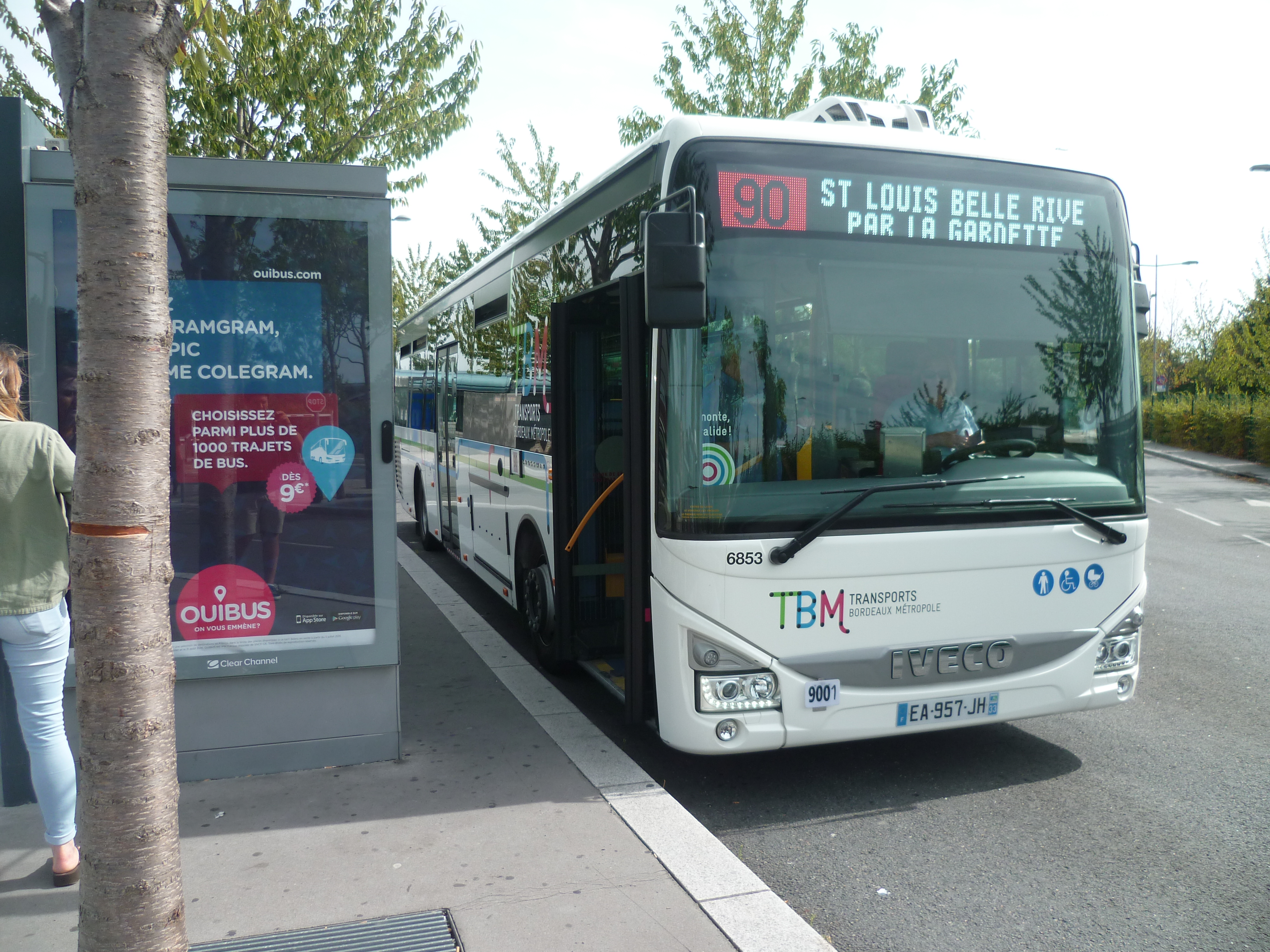
波尔多公交90路
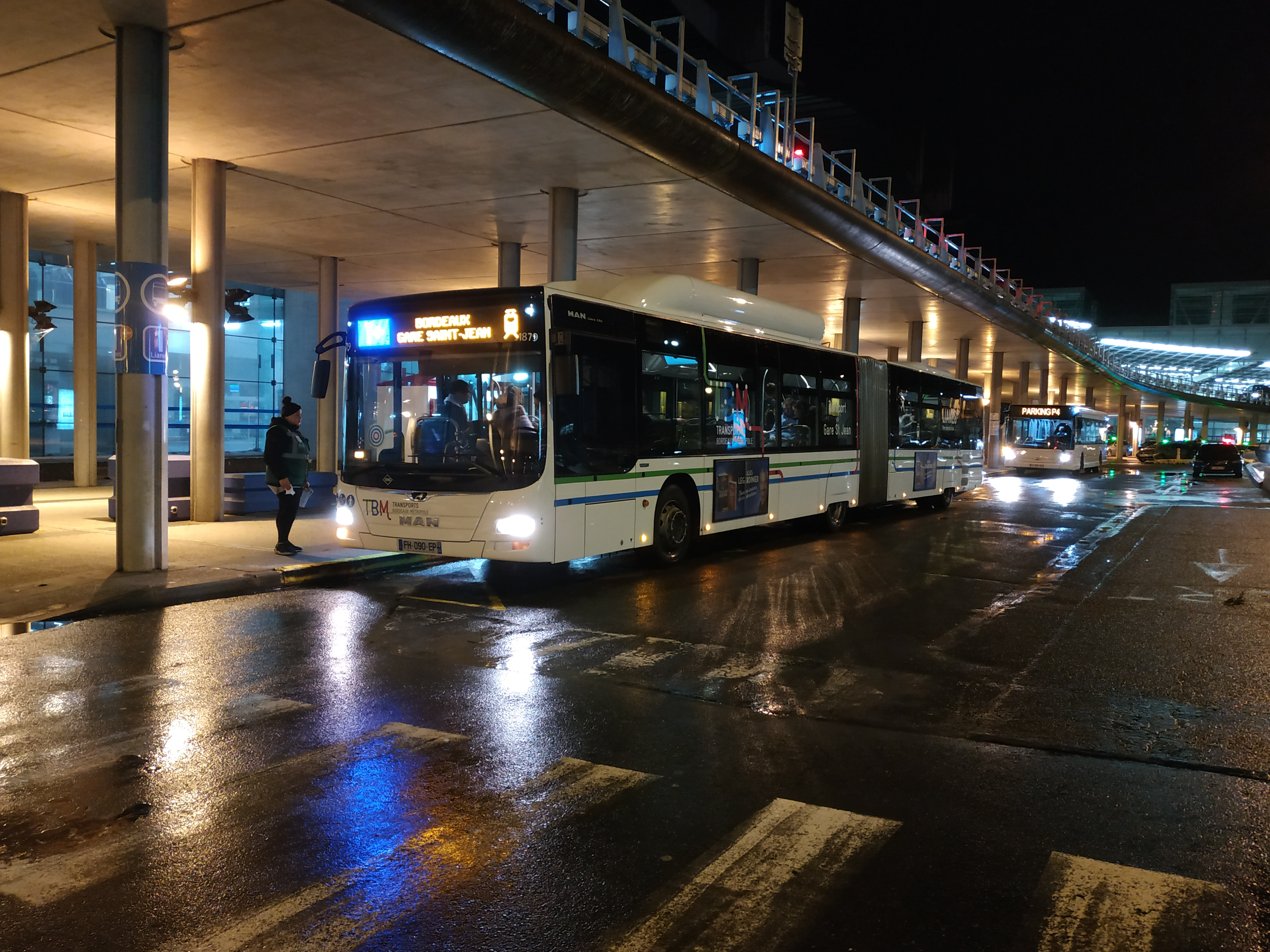
波尔多公交1路